# احضارکننده (فیلم)
«احضار کننده» یا جادوگر (انگلیسی: Conjurer) فیلمی در ژانر ترسناک و مهیج است که در سال ۲۰۰۸ منتشر شد.